# Vladivostok Orcas
Le Vladivostok Orcas sono la squadra di football americano femminile di Vladivostok, in Russia, fondata nel 2017.

## Dettaglio stagioni

### Tornei nazionali

#### Campionato

##### WLAF Russia
| Stagione | regular season | regular season | regular season | regular season | regular season | regular season | playoff | playoff | playoff | playoff | playoff | playoff       | playoff    |
|          | Vin            | Par            | Per            | Tot            | PF             | PS             | Vin     | Per     | Tot     | PF      | PS      | risultato     | avversaria |
| -------- | -------------- | -------------- | -------------- | -------------- | -------------- | -------------- | ------- | ------- | ------- | ------- | ------- | ------------- | ---------- |
| 2019     | 2              | 0              | 1              | 3              | 108            | 36             | -       | -       | -       | -       | -       | Secondo posto | -          |
| Totale   | 2              | 0              | 1              | 3              | 108            | 36             | -       | -       | -       | -       | -       |               |            |

Fonti: Enciclopedia del Football - A cura di Roberto Mezzetti